# Паринакота (Чилі)
Паринакота (ісп. Parinacota) — невеличке поселення в комуні Путре, провінція Паринакота, регіон Арика-і-Паринакота, Чилі. Містечко розташоване на території Національного парку Лаука біля містечка Путре та має 29 мешканців. Містечко є місцем зупинки відвідувачів парку та містить відому церкву 17 століття.